# Енанджаун
Енанджа́ун (бирм. ရေနံချောင်း — «поток нефти») — город в административной области Магуэ (Мьянма) на реке Иравади.

## История

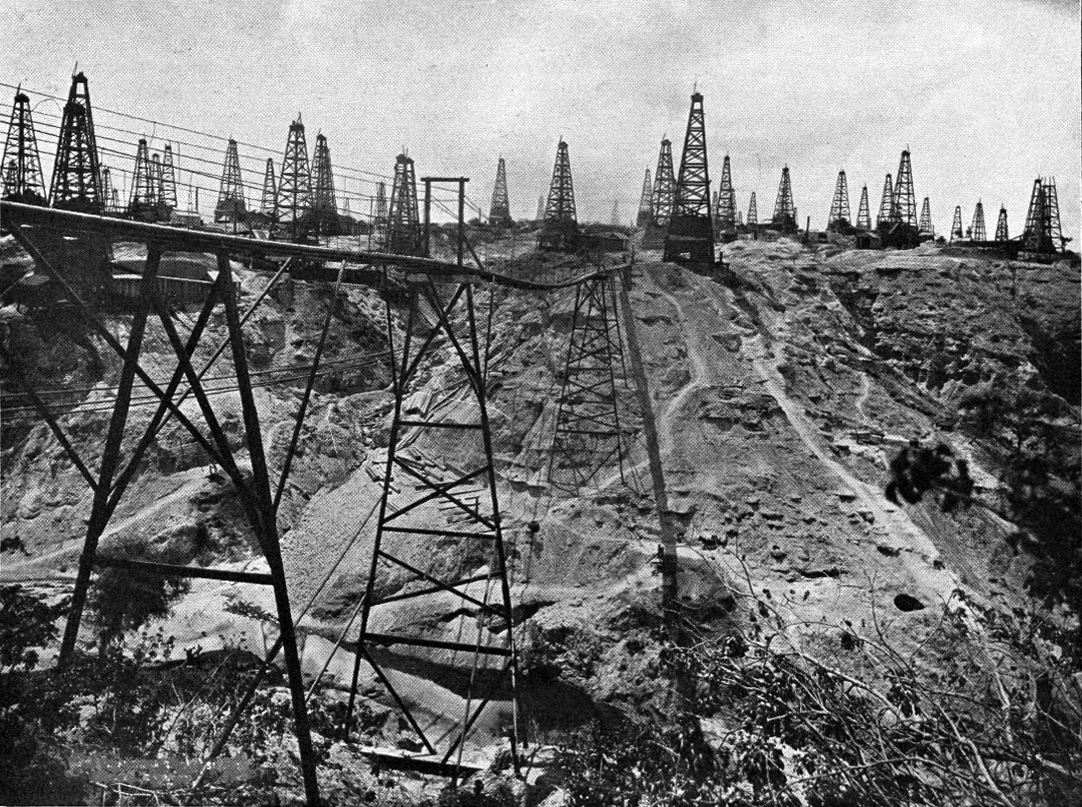
Нефтяные вышки в начале 1900-х годов

Енанджаун — один из старых центров добычи и переработки нефти в стране. Разработка нефти из выкопанных вручную колодцев началась столетия назад. Британские исследователи впервые описали добычу нефти в 1755 г. В 1795 г. майор Майкл Саймс при описании местной промышленности упомянул «знаменитые нефтяные скважины». В следующем году резидент Ост-Индской компании в Рангуне капитал Хайрем Кокс посетил Енанджаун и отметил 520 скважин.
Нефтепромыслы в Твингоне и Беме близ Енанджауна находились под контролем 24 семей, во главе которых находились так называемые «твинзайо»: 18 мужчин и 6 женщин. Власть над нефтепромыслами в этих семьях передавалась по наследству по мужской и женской линии соответственно. Термин «твинзайо» образовано из слов «твин» — колодец, скважина и «за» — едок или человек, имеющий доход с собственности и «йо» — наследство. Твинзайо могли сами организовать проходку скважины или передать право разработки нефти другим. В добританскую эпоху такие индивидуальные нефтяники, называемые «твинза», были обычно родственниками твинзайо и выплачивали им небольшую ежемесячную ренту. Избираемый глава твинзайо — твингьимин — контролировал весь нефтеносный район, его согласие было необходимо для бурения новых скважин. В то время нефть использовалась для пропитки деревянных зданий, в монастырях, для конопачивания лодок и для освещения. Возможно, нефть Енанджауна даже экспортировалась в Индию.
Во второй половине XIX в. король Миндон в попытке модернизации страны монополизировал нефтедобычу в стране под своим контролем. После второй англо-бирманской войны (1852—1853) британцы обратили интерес на нефтепромыслы Енанджауна, в 1853 г. начался достоверный экспорт нефти. В 1887 вслед за завершающейся колонизацией Бирмы британская компания Burmah Oil начала механизированную добычу нефти, с 1901 г. конкуренцию ей составляла Standard Oil.
Во время Второй Мировой войны Енанджаун представлял интерес место расположения стратегически важного нефтеперерабатывающего завода. После стремительно продвижения 15-й армии японцев в южной Бирме и последовавшей битве при Енанджауне генерал Слим приказал взорвать нефтекачалки и НПЗ, чтобы не отдавать их противнику. Эта сложная задача была доверена небольшой группе специалистов взрывного дела, некоторые из которых служили во время Первой Мировой войны в составе «бомбейских пионеров» — корпуса инженерных войск Британской Индийской армии. Заряды на нефтепромыслах были подорваны в 22:00 16 апреля 1942 г.
Описание отступления и подрыва можно найти в первой половине «Отступления вместе со Стилуэллом» корреспондента Джека Белдена (Нью-Йорк: Гарден сити букс, 1943).
Группу диверсантов возглавлял подполковник Артур Герберт Вирджин, кавалер ордена Британской империи, ранее служивший во 2-м полку «бомбейских пионеров». В 1942 г. он был капитаном или майоров в составе 20-го бирманского стрелкового полка, который позже вошёл в состав 14-й армии под командование маршала Уильяма Слима. Вирджин с остатками сапёров быть вынужден покинуть контролируемую противником территорию и совершил прорыв на 1,5 тыс. км до Импхала и Кохимы в Индии, где войска союзников остановили японцев. Во время этого похода команде пришлось переплывать Иравади, поскольку единственный мост был взорван, чтобы задержать продвижение японцев.
После того, как в 1963 г. новый премьер-министр Бирмы У Не Вин национализировал промышленность, нефтепромыслы Енанджауна были переданы в составе государственной компании Myanma Oil and Gas Enterprise.

## Промышленность
Енанджаун расположена в пределах Иравадийского нефтегазоносного бассейна, ресурсы которого связаны с песчаными горизонтами олигоцен-нижнемиоценового возраста. Месторождения бассейна многопластовые (30-50), толщина пластов составляет 30-40 м. Нефть Мьянмы лёгкая и средния (плотность 816—850 кг/м3), высокопарафинистая (8-10 %), малосмолистая (7,5-8 %). Нефть из Енанджауна поступает по трубопроводу до городов Чау (выше по течению Иравади) и Танхльин (в 700 км к югу, около Янгона), где она перерабатывается на 2 НПЗ общей мощностью 1,4 млн т. Добыча и транспорт нефти контролируется Myanma Oil and Gas Enterprise.